# Kostel svatého Vavřince (Březina)
Kostel svatého Vavřince v Březině je původně gotická, renesančně přestavěná sakrální stavba stojící na hřbitově na kraji obce Březina na mladoboleslavsku. Kostel je významnou gotickou památkou středního Pojizeří. Je chráněn jako kulturní památka České republiky.

## Historie
Kostel pochází z přelomu 13. a 14. století, renesančně byl přestavěný v 16. století a zčásti zmodernizovaný. O vhodnosti modernizace existuje polemika.

## Architektura

### Exteriér
Jednolodní obdélná stavba je vystavěna z lomového kamene s pravoúhlým presbytářem, ke kterému na severní straně přiléhá obdélníková sakristie a oratoř. V západním průčelí se nachází hranolovitá věž se zbytky sgrafitové rustiky, která je takřka široká jako samotná loď. Věž má bedněné patro s točitým schodištěm a stanovou střechu krytou šindelem. Na jižní straně lodi je obdélná otevřená předsíňka. Ve věži se nachází zkosený portál s půlkruhovým záklenkem a vstupní předsíň. Okna kostela jsou hrotitá s novými betonovými šambránami.

### Interiér
Vnitřek lodi má plochý strop. Presbytář má renesanční křížovou klenbou bez žeber. Sakristie, která je přístupná z presbytáře hrotitým portálem, a oratoř jsou sklenuty valeně. Kruchta v patře věže nad otevřeným obloukem s představěným dřevěným balkónem je sklenuta rovněž valeně. Kruchta má klenutou předsíň.

## Zařízení
Hlavní oltář je rokokový, rámový, pocházející z období okolo roku 1750. Je doplněn novým obrazem sv. Vavřince od F. Maischeidera, nahrazující původní obraze sv. Jana Křtitele, a sochami sv. Mikuláše a Vojtěcha od Jelínků. Boční barokní oltář sv. Anny je rámový, rozvilinový (s ornamentem ze spirálovitě stáčených úponků rostlin spojených s akantovými listy), pocházející z období kolem roku 1700. V kostele je zachován zbytek pozdně renesančního epitafu Jeníků z Gensdorfu s obrazem Kalvárie a rodovými erby.

### Zvony
Seznam zvonů doložených na věži kostela:
| Výzdoba | Nápis | Průměr | Historie zvonu                                                                    | Stav                    |
| --- | --- | ------ | --------------------------------------------------------------------------------- | ----------------------- |
| | Anno domini Millesimo CCCCC XVI en ego Campana nvnqvam pronvnccio vana ignem vel festvm (?) avt funus honectvm Qvi me fecit magister bartholomeus nomen habet in nova Civitate pragensis ex hoc lavs deo patri omni | 90 cm  | Zvon z roku 1516                                                                  | Zrekvírován v roce 1917 |
| | leta bozyho tysyciho CCCCC XXXII ke czty a hcwale panv buohv a wssyem swatym tento zwon dyelan a k swatemu wawrzynczy do brezyny od mystra tomasse w lythomierzyczych za rychtarze bauzka z brzezyny a za samoele z marzenycz amen | 110 cm | Zvon z roku 1532                                                                  | Zrekvírován v roce 1917 |
| lem z orlů, pásek z ptáčků a haluzí, andělské hlavičky, erb Smiřických, reliéfy sv. Vojtěcha a Zikmunda, reliéfy hlav, masky | VROZENA PANI PANI ANNA KATERZINA WARTVMBERGSKA ZSMIRZICZ A SWIGANECH NA ROWNI/ ABY ZWVKEM ZWONV TOHOTO WIERNIM KRZESTIANUM SCHVZE GICH SPOLECZNE K SLOWV BOZIMV A K SCHWALENI GMENA GEHO SWATEHO W ZNAMOST SE VWOZOVALI TEZ PRO POTRZEBV A KV POCZTIWOSTY OBCI BRZEZINSKE NAKLADEM GEGICH SLYTI GEST ZA KNYEZE ADAMA BYLSKIHO TOHO CZIASV SPRAWCZE WELYKEHO LAVKOWA OD YAKUBA MELNICZSKEHO W MIESTE MLADE BOLESLAWA NAD GYZERAV LETA 1607 | 105 cm | Zvon z roku 1607. Srdce z roku 1854. V roce 2020 bylo znovu osazeno utržené srdce | Umístěn ve věži         |

## Zvon z roku 1511
V sanktusníku je zvon o průměru 35,5 cm, tloušťka věnce zvonu je 24 mm. Na horním okraji je nápisová páska. Nápis je v mezi linkami a jednotlivá slova oddělena liliemi: „leta tisyc piet set gedenacteho girzi“.